# 本氏槳鰭麗魚
本氏槳鰭麗魚，為輻鰭魚綱鱸形目隆頭魚亞目慈鯛科的其中一種，被IUCN列為易危保育類動物，分布於非洲馬拉威湖流域，體長可達14公分，棲息在底中層水域，成群活動，以浮游生物為食，生活習性不明，可作為觀賞魚。